# Andrea Scacciati
Andrea Scacciati (Florencia, 1642–1710) fue un pintor tardobarroco italiano especializado en la pintura de flores.
Formado en la pintura historiada con Mario Balassi y Lorenzo Lippi, por consejo de este se orientó a la pintura de bodegones de flores y aves. Sus exuberantes composiciones florales, muy apreciadas por los Médici y otras familias nobles florentinas, agrupan un elevado número de flores de géneros diversos, combinando la artificiosa acumulación con el detallado análisis y la representación realista de cada una de sus piezas.

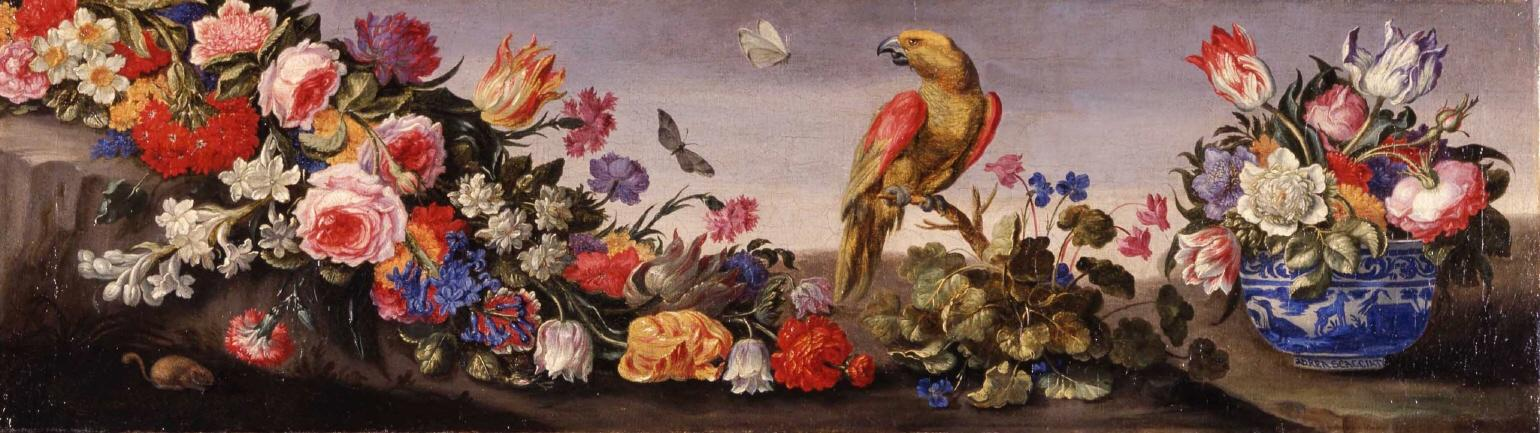
Cuenco con flores y pájaro en un jardín, óleo sobre lienzo, 38 x 132 cm, Madrid, Museo Cerralbo.